# Lill-Björnsjön
Lill-Björnsjön är en sjö i Bergs kommun i Jämtland och ingår i Indalsälvens huvudavrinningsområde. Sjön har en area på 0,176 kvadratkilometer och ligger 741,6 meter över havet. Sjön avvattnas av vattendraget Björnsjöån.

## Delavrinningsområde
Lill-Björnsjön ingår i det delavrinningsområde (699790-138535) som SMHI kallar för Utloppet av Lill-Björnsjön. Medelhöjden är 748 meter över havet och ytan är 0,72 kvadratkilometer. Räknas de 10 avrinningsområdena uppströms in blir den ackumulerade arean 55,89 kvadratkilometer. Björnsjöån som avvattnar avrinningsområdet har biflödesordning 3, vilket innebär att vattnet flödar genom totalt 3 vattendrag innan det når havet efter 331 kilometer. Avrinningsområdet består mestadels av skog (76 procent). Avrinningsområdet har 0,17 kvadratkilometer vattenytor vilket ger det en sjöprocent på 23,8 procent.